# Секс по телефону
Секс по телефону — разновидность виртуального секса, когда двое (иногда больше) участников совершают сексуальные действия по телефону; обычно один партнёр при этом мастурбирует или исполняет сексуальные фантазии. Часто сводится к платной индивидуальной услуге сексуального характера, не квалифицирующейся как проституция.

## Отношения на расстоянии

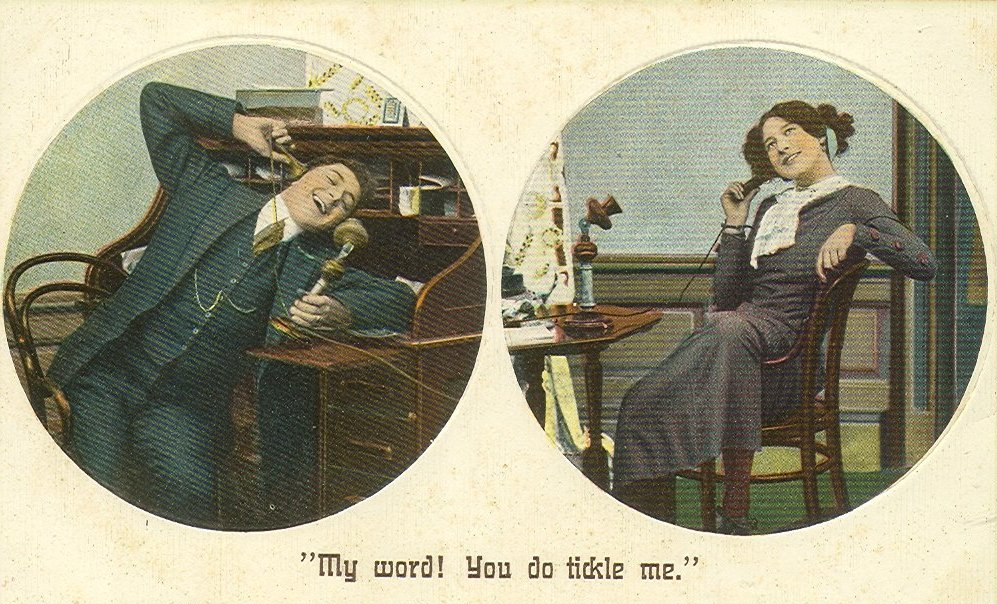
Двусмысленная реклама телефона: «Ты щекочешь меня!» (1910)

Секс по телефону как часть отношений на расстоянии возник, по-видимому, с распространением телефона, хотя до исчезновения телефонисток и появления возможности беседовать скрытно (в США переход к массовому домашнему телефону, подключённому через АТС, произошёл в 1950-е годы) интимные звуки настоящего телефонного секса исключались. В начале XXI века был в основном вытеснен секстингом, несмотря на отсутствие в последнем возможности одновременного непрерывного двухстороннего общения.

## Платная услуга
Распространение секса по телефону как платной услуги было связано с появлением возможности предоставлять частные услуги «аудиотекста». В США эпоха наступила в 1984 году, с разделением телефонного монополиста — компании Эй-ти-энд-ти; за первые двенадцать лет (к 1996 году) рынок секса по телефону вырос от нуля до 1 миллиарда долларов в год.
До появления Интернета секс по телефону был по сути единственным способом оказания непрямых, но интерактивных, сексуальных услуг. Близкой по интерактивности с сексом по телефону услугой стал появившийся в 1996 году новый тип интернет-порнографии, эротический видеочат. Видеочат, однако, не вытеснил коммерческий секс по телефону с рынка.